# Joan Suárez
Joan Sebastián Suárez Corrales (Colombia; 28 de noviembre de 1993) es un futbolista Colombiano. Juega de Guardameta. Es un Arquero de gran proyección.

## Clubes
| Club              | País      | Año                       |
| ----------------- | --------- | ------------------------- |
| Deportivo Pereira | Colombia  | 2010                      |
| Itagüí F.C.       | Colombia  | 2010                      |
| Deportivo Pereira | Colombia  | 2011                      |
| América de Cali   | Colombia  | 2011 - 2012 - 2013 - 2014 |
| Club Libertad     | Bolivia   | 2016                      |
| Yaracuyanos FC    | Venezuela | 2017                      |